# Millettia dubia
Millettia dubia är en ärtväxtart som beskrevs av De Wild. Millettia dubia ingår i släktet Millettia och familjen ärtväxter. Inga underarter finns listade i Catalogue of Life.